# Ruta Nacional 254 (Argentina)
La Ruta Nacional 254 era el nombre que tenía antes de 1980 la carretera de 91 km (incluyendo interrupciones) en el Departamento Bariloche, al oeste de la Provincia de Río Negro, República Argentina, que une la antigua Ruta Nacional 258 (actual Ruta Nacional 40) en el pueblo de Villa Mascardi, con la misma ruta, 31 km más al sur, en el pueblo Río Villegas.
La traza tiene forma de letra C y está interrumpida en la parte occidental entre Lago Fonck y El Manso.
Mediante el Decreto Nacional 1595 del año 1979 la jurisdicción de esta ruta pasó a la provincia de Río Negro y actualmente conforma las rutas provinciales 81 (Villa Mascardi - Lago Fonck, 27 km de tierra) y 83 (El Manso - Río Villegas, 37 km de ripio).